# سكران الغرب
سُكُرَّان الغرب هي نبات سام من جنس سكران (جنس) ينتمي إلى الفصيلة الباذنجانية. لها أزهار بنفسجية داكنة على سيقان طويلة معلقة. ينمو إلى 60 سنتيمتر (24 بوصة) في الارتفاع. تنبع سميته من المستويات العالية من قلويدات التروبان ، وخاصة الأتروبين. يكون تركيز الأتروبين أعلى في الجذور.